# Miguel Hidalgo y Costilla, Santiago Tuxtla
Miguel Hidalgo y Costilla är en ort i Mexiko.   Den ligger i kommunen Santiago Tuxtla och delstaten Veracruz, i den sydöstra delen av landet, 400 km öster om huvudstaden Mexico City. Miguel Hidalgo y Costilla ligger 100 meter över havet och antalet invånare är 372.
Terrängen runt Miguel Hidalgo y Costilla är platt åt sydväst, men åt nordost är den kuperad. Runt Miguel Hidalgo y Costilla är det ganska tätbefolkat, med 80 invånare per kvadratkilometer. Närmaste större samhälle är San Andres Tuxtla, 17,9 km öster om Miguel Hidalgo y Costilla. Omgivningarna runt Miguel Hidalgo y Costilla är en mosaik av jordbruksmark och naturlig växtlighet.